# Euxoa dolomedes
Euxoa dolomedes är en fjärilsart som beskrevs av Charles Boursin 1940. Euxoa dolomedes ingår i släktet Euxoa och familjen nattflyn. Inga underarter finns listade i Catalogue of Life.